# Wonderful Tonight(BALLAD PIECES OF LADIES ROOM)
『Wonderful Tonight(BALLAD PIECES OF LADIES ROOM)』（ワンダフル・トゥナイト、バラード・ピーシズ・オブ・レディースルーム）は、LADIES ROOMのベスト・アルバム。1996年10月21日に発売された。

## 解説
LADIES ROOMは1996年3月14日に渋谷公会堂で行われたコンサートをもってバンドを解散させたが、10月に本作が活動の集大成となるベストアルバム第二弾として発売された。
タイトルにもある通り、バラード系の楽曲を中心とした内容となっている。

## 収録曲
1. WONDERFUL TONIGHT(destined reunion)
初CD化。同名のビデオシングルに収録されている音源。
2. LITTLE PIECE OF HEAVEN
3. BANG A NIGHT
4. 1685
5. SO MANY,SO SWEET
6. HARD TO SAY...
7. LIGHT OF YOUR EYES
8. BEAUTIFUL SKY
9. (EX)BABY
10. RAIN IN MY HEART
11. WONDERFUL TONIGHT(from RHYTHM CRUSH)
12. TELL ME
13. TWO OF US
14. ボブカットでポッチャリ